# Juegos Iberoamericanos de Esgrima 2007
La Esgrima en los Juegos Iberoamericanos es organizado por las Federaciones Deportivas de esta disciplina, por los países miembros de la Comunidad Iberoamericana de Naciones en un evento específico. 
En 2007 la ciudad de Guadalajara (España), fue la anfitriona en organizar este evento deportivo. Además de España, participaron también otros países como Argentina, Bolivia, Costa Rica, El Salvador, México, Venezuela, Uruguay, Honduras, Guatemala, Ecuador, Panamá, Portugal, Colombia y Chile.